# Amfreville-la-Mi-Voie
Amfreville-la-Mi-Voie ist eine französische Gemeinde im Département Seine-Maritime in der Region Normandie. Die Gemeinde befindet sich im Arrondissement Rouen, ist Teil des Kantons Darnétal. Die Gesamtbevölkerung betrug zum 1. Januar 2022 3280 Einwohner, die sich Amfrevillais(es) genannt.

## Geographie
Amfreville-la-Mi-Voie liegt wenige Kilometer südsüdöstlich von Rouen an der Seine. Umgeben wird Amfreville-la-Mi-Voie von den Nachbargemeinden Bonsecours im Norden und Nordwesten, Le Mesnil-Esnard im Osten, Belbeuf im Südosten, Oissel-sur-Seine im Süden, Saint-Étienne-du-Rouvray im Westen und Südwesten sowie Sotteville-lès-Rouen im Westen und Nordwesten. 
Durch die Gemeinde führt die frühere Route nationale 15 (heutige D6015).

## Bevölkerungsentwicklung
| Bevölkerungsentwicklung | Bevölkerungsentwicklung | Bevölkerungsentwicklung | Bevölkerungsentwicklung | Bevölkerungsentwicklung | Bevölkerungsentwicklung | Bevölkerungsentwicklung | Bevölkerungsentwicklung | Bevölkerungsentwicklung |
| ----------------------- | ----------------------- | ----------------------- | ----------------------- | ----------------------- | ----------------------- | ----------------------- | ----------------------- | ----------------------- |
| Jahr                    | 1962                    | 1968                    | 1975                    | 1982                    | 1990                    | 1999                    | 2006                    | 2011                    |
| Einwohner               | 2389                    | 2430                    | 2093                    | 2509                    | 2556                    | 2869                    | 3002                    | 3159                    |

## Sehenswürdigkeiten

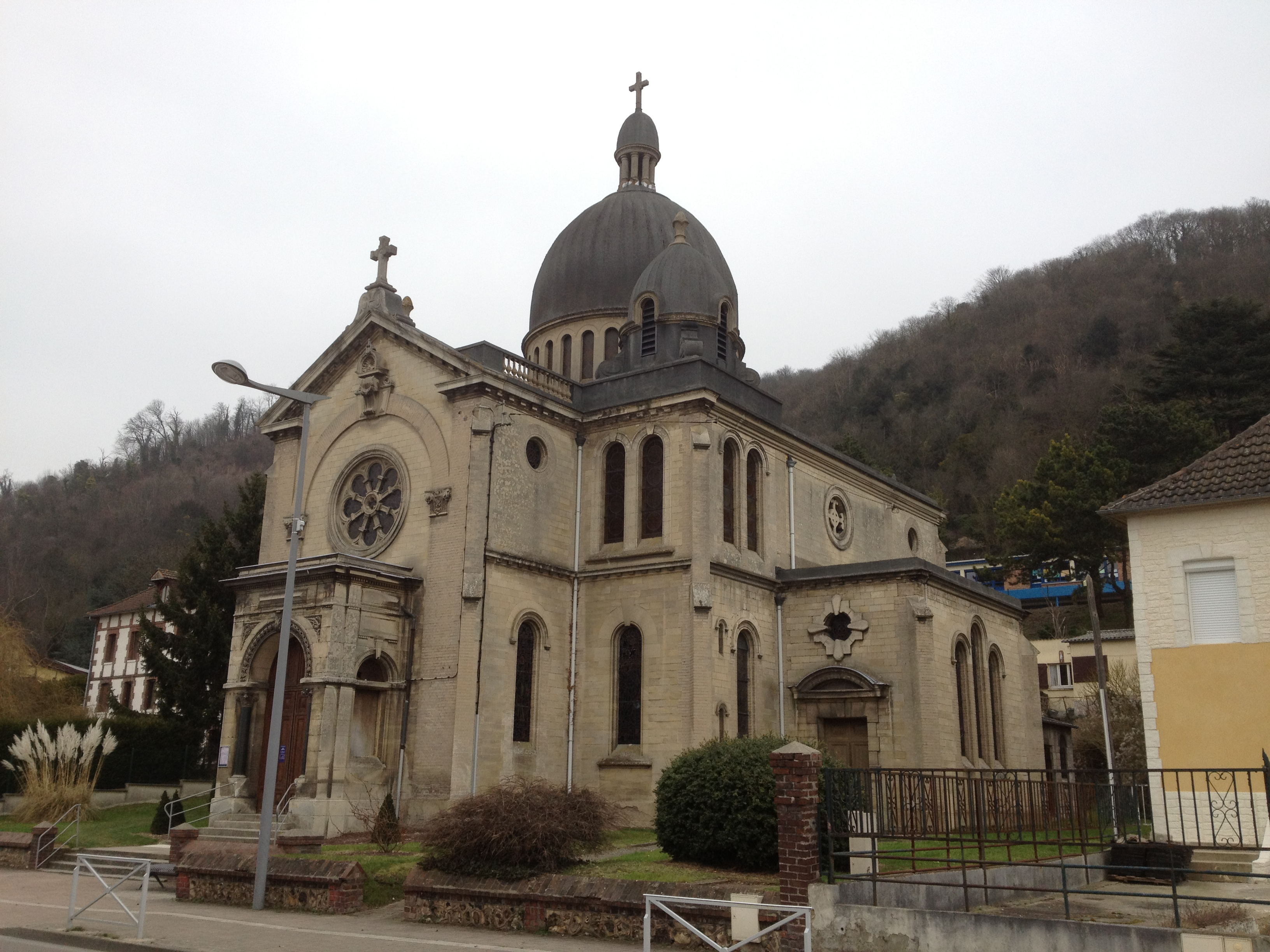
Kirche Saint-Remi

- Kirche Saint-Remi, im byzantinischen Stil 1908 errichtet
- Rathaus, 1884 errichtet
- Kulturzentrum Simone-Signoret
- Park Lacoste

## Persönlichkeiten
- André Durand (1807–1867), Maler, Zeichner und Lithograph